# Alexandru Pantazi
Alexandru Pantazi (n. 21 august 1896, Piatra Neamț – d. 4 noiembrie 1948, București) a fost un matematician, profesor universitar și academician.

## Biografie
Alexandru Pantazi s-a născut la Piatra Neamț, la 21 august 1896, ca fiu de institutor. Tatăl său, institutorul Mihai Pantazi, deși licențiat în litere, era un pasionat al matematicilor și un bun pedagog.
Alexandru Pantazi a urmat școala primară și liceul la Piatra Neamț, fiind totdeauna premiantul I al clasei. Chiar în clasa a II-a de liceu (anul 1908), a început să rezolve probleme din Gazeta Matematică. După ce a ajuns în cursul superior de liceu, la secția reală, a devenit unul dintre cei mai asidui corespondenți ai Gazetei Matematice.
La terminarea liceului (1914) s-a înscris la Facultatea de Științe a Universității din București, secția Matematici.
Din cauza războiului din 1916-1918, Pantazi a trebuit să-și întrerupă studiile, fiind mobilizat ca sublocotenent.
După război, în 1920, și-a luat licența în matematici cu mențiunea "foarte bine" la
Universitatea din București și a plecat imediat la Paris. Aici își trece din nou licența în
matematici, la Sorbona, în 1922, apoi își prepară teza de doctorat în matematici, pe care o
susține la 12 ianuarie 1922. Teza avea ca subiect Sur applicabilitée projective des
hypersurfaces développables. În această teză Pantazi tratează o serie de generalizări ale unor rezultate găsite de profesorul său Elie Cartan, creator în domeniul Geometriei Proiective.
După revenirea în țară, Pantazi a fost numit asistentul lui Gheorghe Țițeica, la Seminarul de Geometrie Analitică. Simultan a funcționat și ca actuar la Ministerul de Industrie și Comerț și profesor la Școala de Statistică și Actuariat.
În 1940 a fost numit suplinitor la catedra de Geometrie Descriptivă și Geometrie Proiectivă la Școala Politehnică din București, iar în 1943 prin concurs, a fost numit titularul acestei catedre, unde a profesat până la încetarea sa din viață.
În anii 1946-1948, după plecarea lui Petre Sergescu în Franța, Pantazi a suplinit și catedra de Geometrie Analitică de la Universitatea Politehnica din București.
În anii 1940-1942 Pantazi a ținut la Universitatea din București, Facultatea de Matematici, un curs de Geometrie Superioară și un curs de Aplicații Geometrice ale Analizei (1938-1941).
De asemenea, în anii 1946-1948 a fost profesor de Algebră și Analiză la Școala Superioară CFR.

## Afilieri științifice
După 1929 Alexandru M. Pantazi a fost membru al Gazetei Matematice, iar în anii 1942 și 1942 a făcut parte din delegația de conducere a acestei reviste. El a fost de asemenea membru al Societății Române de Științe, calitate în care a fost secretar și redactor al buletinului societății, iar în 1940 a fost președinte al Societății Române de Matematici.
A fost membru corespondent, apoi titular al Academiei Române.
A fost membru corespondent al Academiei de Științe din România începând cu 21 decembrie 1935..

## Lucrări
- Pantazi, Alexandru: Sur l'applicabilité projective des hypersurfaces développable Editura Imprimerie de l'Etat, 1928, 88 p.
- Pantazi Alexandru: Opera matematică, Editura Academiei Republicii Populare Romĭne, 1956, 494 p.